# Illeciti del girone D della Serie C 1948-1952
Gli illeciti sportivi del girone D della Serie C furono una serie di casi di corruzione avvenuti a ripetizione nel girone meridionale di Serie C durante il periodo di attivazione dello stesso fra il 1948 e il 1952.

## Caso Catania-Avellino
Il caso Catania-Avellino fu lo scandalo che turbò l'esito del campionato meridionale di Serie C nella stagione 1948-1949. Ad una giornata dal termine del torneo, infatti, la Federazione accolse in ritardo un ricorso avverso al Catania per la gara contro l'Igea Virtus del girone d'andata, nella quale era stato schierato un giocatore squalificato. Ciò permise all'Avellino di agganciare gli etnei e di vincere poi il conseguente spareggio per la promozione. Se non che i siciliani si rivolsero alla questura di Catania perché indagasse su voci di corruzione accusanti gli irpini. Le indagini diedero ragione ai rossazzurri, ma a questo punto intervenne la Lega Calcio che dichiarò invalido tutto il girone meridionale, in quanto affetto da molteplici irregolarità sia da parte dei corruttori avellinesi, sia da parte dei siciliani per la violazione della clausola compromissoria per aver adito alla questura, sia da parte delle varie squadre corrotte. Contro la deliberazione della Lega, che in pratica cancellava sia le promozioni che le retrocessioni, fece ricorso alla CAF il Catania, che vinse in appello. Ciò comportò quindi la rovina dell'Avellino, che se dalla Lega si era visto sì cancellare la promozione, ma almeno confermare la permanenza in C, dalla CAF si vide retrocesso in Promozione. Anche per i campani, tuttavia, nel 1950 arriverà un'amnistia con il conseguente ripescaggio.

## Caso Messina-Cosenza
Il caso Messina-Cosenza fu lo scandalo che turbò l'esito del campionato meridionale di Serie C nella stagione 1949-1950. Come l'anno precedente, anche questa edizione del girone meridionale di terza serie si concluse con uno scandalo di corruzione. Stavolta fu protagonista il Messina, che dopo la fine del torneo fu accusato di aver pagato Luciano Gisberti, il portiere del Cosenza, per perdere lo spareggio vinto dai siciliani. La Lega Nazionale intervenne in maniera draconiana, decretando il 31 agosto la squalifica e la retrocessione dei siciliani. L'esito di questa vicenda fu poi però diverso, in quanto la CAF cassò la sentenza per insufficienza di prove.

## Caso Reggina e caso Foggia
I casi della Reggina e del Foggia furono gli scandali che turbarono l'esito del campionato meridionale di Serie C nella stagione 1951-1952. Nel primo episodio, risalente al 2 dicembre 1951, la Lega Calcio accertò l'avvenuto tentativo di corruzione del giocatore del Catanzaro, Luigi Ziletti, da parte di un tesserato della Reggina, Lorenzo Labate, e del suo conoscente Eugenio Gaggiotti, stante la denunzia fatta dallo stesso sportivo catanzarese. Anche nel secondo caso, datato 16 dicembre, fu determinante la testimonianza del portiere della Casertana, Furio Scarpellini, contro il tentativo foggiano di alterare il regolare svolgimento della gara per il tramite dell'allenatore della Paganese, Silvio Brioschi. Le decisioni della Lega, emanate il 27 dicembre, comportarono la squalifica dei truffatori e l'azzeramento dei punti conseguiti fino a quel momento dai due club, che comunque continuarono il campionato ripartendo però da zero. Stante tuttavia la ristrutturazione dei campionati prevista in quella stagione dal Lodo Barassi, fu impossibile a quel punto per le due squadre evitare a maggio la retrocessione in Quarta Serie.